# Griechenland-Rundfahrt
Die Griechenland-Rundfahrt (griechisch Γύρος Ελλάδος) ist ein griechisches Straßenradrennen.
Das Etappenrennen, das seinen Termin für gewöhnlich im April oder Mai hatte und meistens fünf oder mehr Etappen umfasste, wurde 1981 zum ersten Mal ausgetragen, allerdings nicht alljährlich. Seit Einführung der UCI Europe Tour in der Saison 2005 war das Rennen Teil dieser Rennserie und in die Kategorie 2.2 eingestuft.

## Palmarès
| Jahr     | Sieger                     | Zweiter                | Dritter                      |
| -------- | -------------------------- | ---------------------- | ---------------------------- |
| 1968     | Jan Nielsen                | Guido Van Damme        | Břetislav Souček             |
| 1968 (2) | Gerhard Nielsen            | Noël Van Tyghem        | Břetislav Souček             |
| 1981     | Kanellos Kanellopoulos     | Evaggelos Papadakis    | Ilias Kelesidis              |
| 1982     | Henri Manders              | Pascal Kolkhuis Tanke  | Dragić Borovičanin           |
| 1984     | Asjat Mansurowitsch Saitow | Evgeni Korolkov        | Wassili Iwanowitsch Schdanow |
| 1985     | Jonas Romanovas            | Marat Ğänief           | Vassili Schpundov            |
| 1986     | Roland Königshofer         | Kanellos Kanellopoulos | Stantscho Stantschew         |
| 1987     | Olaf Jentzsch              | Kanellos Kanellopoulos | Jan Schur                    |
| 1988     | Gintautas Umaras           | Michel Zanoli          | Dan Radtke                   |
| 1989     | Frank Kühn                 | Jan Schur              | Andreas Wartenburg           |
| 1998     | Thomas Liese               | Christo Saikow         | Matthew Stephens             |
| 2002     | Fraser Mac Master          | Philippe Schnyder      | Adam Gawlik                  |
| 2003     | Vasilis Anastopoulos       | Swetoslaw Tschanliew   | Ioannis Tamouridis           |
| 2004     | Assan Basajew              | André Schulze          | Maxim Iglinski               |
| 2005     | Waleri Dmitrijew           | Alexander Dymowskich   | Nebojša Jovanović            |
| 2006     | Pawel Brutt                | Wladimir Koew          | René Andrle                  |
| 2011     | Stefan Schäfer             | Ioannis Tamouridis     | Markus Fothen                |
| 2012     | Robert Vrečer              | Davide Rebellin        | Ioannis Tamouridis           |
| 2022     | Aaron Gate                 | Lennert Teugels        | Mark Stewart                 |
| 2023     | Iúri Leitão                | Aaron Gate             | Stanisław Aniołkowski        |
| 2024     | Riccardo Zoidl             | Hermann Pernsteiner    | Valerio Conti                |
| 2025     |                            |                        |                              |